# Grand Prix automobile de Sonoma 2004
Navigation
Édition précédente Édition suivante
Le Grand Prix de Sonoma 2004, disputé sur le 18 juillet 2004 sur le circuit de Sonoma est la quatrième manche de l'American Le Mans Series 2004.

## Course

### Classement de la course
Classement final de la course (vainqueurs de catégorie en gras),, :
| Pos.   | Catégorie | N° | Écurie                        | Pilotes                                  | Châssis                     | Pneus | Tours/Abandon |
| Pos.   | Catégorie | N° | Écurie                        | Pilotes                                  | Moteur                      | Pneus | Tours/Abandon |
| ------ | --------- | -- | ----------------------------- | ---------------------------------------- | --------------------------- | ----- | ------------- |
| 1      | LMP1      | 38 | ADT Champion Racing           | Marco Werner JJ Lehto                    | Audi R8                     | M     | 107           |
| 1      | LMP1      | 38 | ADT Champion Racing           | Marco Werner JJ Lehto                    | Audi 3.6L Turbo V8          | M     | 107           |
| 2      | LMP1      | 20 | Dyson Racing                  | Chris Dyson Andy Wallace                 | MG-Lola EX257               | G     | 107           |
| 2      | LMP1      | 20 | Dyson Racing                  | Chris Dyson Andy Wallace                 | MG (AER) XP20 2.0L Turbo I4 | G     | 107           |
| 3      | LMP1      | 16 | Dyson Racing                  | Butch Leitzinger James Weaver            | MG-Lola EX257               | G     | 104           |
| 3      | LMP1      | 16 | Dyson Racing                  | Butch Leitzinger James Weaver            | MG (AER) XP20 2.0L Turbo I4 | G     | 104           |
| 4      | GTS       | 3  | Corvette Racing               | Ron Fellows Johnny O'Connell             | Chevrolet Corvette C5-R     | M     | 102           |
| 4      | GTS       | 3  | Corvette Racing               | Ron Fellows Johnny O'Connell             | Chevrolet LS7-R 7.0L V8     | M     | 102           |
| 5      | LMP2      | 30 | Intersport Racing             | Jon Field Clint Field Robin Liddell      | Lola B2K/40                 | P     | 102           |
| 5      | LMP2      | 30 | Intersport Racing             | Jon Field Clint Field Robin Liddell      | Judd KV675 3.4L V8          | P     | 102           |
| 6      | LMP2      | 10 | Miracle Motorsports           | Ian James James Gue                      | Lola B2K/40                 | Y     | 100           |
| 6      | LMP2      | 10 | Miracle Motorsports           | Ian James James Gue                      | Nissan (AER) VQL 3.0L V6    | Y     | 100           |
| 7      | LMP2      | 56 | Team Bucknum Racing           | Jeff Bucknum Bryan Willman Chris McMurry | Pilbeam MP91                | D     | 98            |
| 7      | LMP2      | 56 | Team Bucknum Racing           | Jeff Bucknum Bryan Willman Chris McMurry | Nissan (AER) VQL 3.0L V6    | D     | 98            |
| 8      | GT        | 23 | Alex Job Racing               | Jörg Bergmeister Timo Bernhard           | Porsche 911 GT3 RSR (996)   | M     | 98            |
| 8      | GT        | 23 | Alex Job Racing               | Jörg Bergmeister Timo Bernhard           | Porsche 3.6L Flat-6         | M     | 98            |
| 9      | GT        | 45 | Flying Lizard Motorsports     | Johannes van Overbeek Darren Law         | Porsche 911 GT3 RSR (996)   | M     | 98            |
| 9      | GT        | 45 | Flying Lizard Motorsports     | Johannes van Overbeek Darren Law         | Porsche 3.6L Flat-6         | M     | 98            |
| 10     | GT        | 24 | Alex Job Racing               | Marc Lieb Romain Dumas                   | Porsche 911 GT3 RSR (996)   | M     | 98            |
| 10     | GT        | 24 | Alex Job Racing               | Marc Lieb Romain Dumas                   | Porsche 3.6L Flat-6         | M     | 98            |
| 11     | GT        | 35 | Risi Competizione             | Anthony Lazzaro Ralf Kelleners           | Ferrari 360 Modena GTC      | P     | 97            |
| 11     | GT        | 35 | Risi Competizione             | Anthony Lazzaro Ralf Kelleners           | Ferrari 3.6L V8             | P     | 97            |
| 12     | GT        | 66 | New Century The Racer's Group | Patrick Long Cort Wagner                 | Porsche 911 GT3 RSR (996)   | M     | 96            |
| 12     | GT        | 66 | New Century The Racer's Group | Patrick Long Cort Wagner                 | Porsche 3.6L Flat-6         | M     | 96            |
| 13     | GT        | 79 | J-3 Racing                    | Justin Jackson Tim Sugden                | Porsche 911 GT3 RSR (996)   | M     | 95            |
| 13     | GT        | 79 | J-3 Racing                    | Justin Jackson Tim Sugden                | Porsche 3.6L Flat-6         | M     | 95            |
| 14     | GT        | 60 | P.K. Sport                    | Hugh Plumb Peter Boss                    | Porsche 911 GT3 RS (996)    | P     | 92            |
| 14     | GT        | 60 | P.K. Sport                    | Hugh Plumb Peter Boss                    | Porsche 3.6L Flat-6         | P     | 92            |
| 15     | GT        | 44 | Flying Lizard Motorsports     | Seth Neiman Lonnie Pechnik               | Porsche 911 GT3 RSR (996)   | M     | 92            |
| 15     | GT        | 44 | Flying Lizard Motorsports     | Seth Neiman Lonnie Pechnik               | Porsche 3.6L Flat-6         | M     | 92            |
| 16     | GTS       | 6  | Krohn Barbour Racing          | Tracy Krohn David McEntee                | Lamborghini Murciélago R-GT | P     | 90            |
| 16     | GTS       | 6  | Krohn Barbour Racing          | Tracy Krohn David McEntee                | Lamborghini 6.0L V12        | P     | 90            |
| 17     | GT        | 50 | Panoz Motor Sports            | Gunnar Jeannette David Saelens           | Panoz Esperante GTLM        | P     | 88            |
| 17     | GT        | 50 | Panoz Motor Sports            | Gunnar Jeannette David Saelens           | Ford (Élan) 5.0L V8         | P     | 88            |
| 18     | GTS       | 4  | Corvette Racing               | Oliver Gavin Olivier Beretta             | Chevrolet Corvette C5-R     | M     | 86            |
| 18     | GTS       | 4  | Corvette Racing               | Oliver Gavin Olivier Beretta             | Chevrolet LS7-R 7.0L V8     | M     | 86            |
| 19     | GT        | 31 | White Lightning Racing        | Craig Stanton David Murry                | Porsche 911 GT3 RSR (996)   | M     | 85            |
| 19     | GT        | 31 | White Lightning Racing        | Craig Stanton David Murry                | Porsche 3.6L Flat-6         | M     | 85            |
| 20     | GTS       | 71 | Carsport America              | Tom Weickardt Jean-Philippe Belloc       | Dodge Viper GTS-R           | P     | 75            |
| 20     | GTS       | 71 | Carsport America              | Tom Weickardt Jean-Philippe Belloc       | Dodge 8.0L V10              | P     | 75            |
| 21 DNF | GT        | 67 | New Century The Racer's Group | Jim Matthews Pierre Ehret                | Porsche 911 GT3 RSR (996)   | M     | 52            |
| 21 DNF | GT        | 67 | New Century The Racer's Group | Jim Matthews Pierre Ehret                | Porsche 3.6L Flat-6         | M     | 52            |
| 22 DNF | GTS       | 5  | Krohn Barbour Racing          | Peter Kox David Brabham                  | Lamborghini Murciélago R-GT | P     | 15            |
| 22 DNF | GTS       | 5  | Krohn Barbour Racing          | Peter Kox David Brabham                  | Lamborghini 6.0L V12        | P     | 15            |
| 23 DNF | GT        | 43 | BAM!                          | Leo Hindery Lucas Luhr                   | Porsche 911 GT3 RSR (996)   | M     | 15            |
| 23 DNF | GT        | 43 | BAM!                          | Leo Hindery Lucas Luhr                   | Porsche 3.6L Flat-6         | M     | 15            |
| 24 DSQ | GTS       | 63 | ACEMCO Motorsports            | Terry Borcheller Johnny Mowlem           | Saleen S7-R                 | P     | 58            |
| 24 DSQ | GTS       | 63 | ACEMCO Motorsports            | Terry Borcheller Johnny Mowlem           | Ford 7.0L V8                | P     | 58            |
| DNS    | GTS       | 8  | Corvette Racing               | Dale Earnhardt, Jr. Boris Said           | Chevrolet Corvette C5-R     | M     | -             |
| DNS    | GTS       | 8  | Corvette Racing               | Dale Earnhardt, Jr. Boris Said           | Chevrolet LS7-R 7.0L V8     | M     | -             |